# Еккард фон Габленц
Барон Еккард Фрідріх Александер Генріх Адольф фон Ґабленц (нім. Eccard Friedrich Alexander Heinrich Adolf Freiherr von Gablenz; 26 січня 1891, Кенігсберг — 17 грудня 1978, Райнбах) — німецький офіцер, генерал-лейтенант вермахту. Кавалер Лицарського хреста Залізного хреста.

## Біографія
14 березня 1910 року поступив на службу в Німецьку армію. Учасник Першої світової війни.
З 20 лютого 1919 по 19 березня 1920 року служив у фрайкорі, після чого продовжив службув рейхсвері як командир роти. 31 березня 1928 року офіційно залишив дійсну службу, насправді ж він більше року завдяки Раппальським угодам проходив курс помічника водія в СРСР, що мало компенсувати заборонену Версальським договором підготовку офіцера Генштабу. 1 травня 1929 року офіційно повернувся на службу в рейхсвер. З 1 грудня 1935 по 23 листопада 1938 року — командир 18-го падернборського піхотного полку. З 1 серпня 1938 року — командир 5-го військового округу в Дрездені.
Учасник Польської, Французької і Східної кампаній, в тому числі Білостоцько-Мінської битви. З 14 вересня по 1 грудня 1939 року — командир 32-ї піхотної дивізії. З 30 вересня 1939 по 13 грудня 1941 року — командир 7-ї піхотної дивізії. З 23 грудня 1941 по 13 січня 1942 року — командир 27-го армійського корпусу, знятий з посади через відмову виконувати наказ Гітлера утримувати позиції.
У грудні 1942 року брав участь у Сталінградській битві як командир 384-ї піхотної дивізії. За свідченнями сучасників, одним з близьких друзів Ґабленца був генерал-фельдмаршал Фрідріх Паулюс. Ґабленц займав деякий час пост 1-го ад'ютанта в 6-ї армії замість оберста Вільгельма Адама. У розпалі битви Ґабленц встиг покинути Сталінград, але його дивізія залишилася в оточенні й була розгромлена.
Після Сталінградської битви фон Габленц брав участь в боях на Італійському театрі військових дій, в тому числі в битві під Монте-Кассіно.
9 травня 1945 року взятий у полон американцями біля Брешії та Мілану. В листопаді 1947 року звільнений.

## Сім'я
Одружився 14 серпня 1934 року з Орліндою фон Капріфі (26 жовтня 1904 — 4 серпня 1978). В шлюбі народились 2 дітей:
- Александер Генріх Леопольд Адольф (29 березня 1937, Білефельд)
- Орлінда Клара Гедвіґ (11 серпня 1938, Білефельд).

## Звання
- Фанен-юнкер (14 березня 1910)
- Фанен-юнкер-унтерофіцер (14 липня 1910)
- Фенріх (20 грудня 1910)
- Лейтенант (18 серпня 1911)
- Оберлейтенант (18 серпня 1915)
- Гауптман (18 серпня 1918) — 22 вересня 1918 року одержав право носити уніформу Генштабу.
- Майор (1 лютого 1930)
- Оберстлейтенант (1 квітня 1933)
- Оберст (1 квітня 1935)
- Генерал-майор (1 серпня 1938)
- Генерал-лейтенант (1 серпня 1940)

## Нагороди
- Залізний хрест 2-го і 1-го класу
- Хрест «За військові заслуги» (Австро-Угорщина) 3-го класу з військовою відзнакою
- Нагрудний знак «За поранення» в чорному
- Почесний хрест ветерана війни з мечами
- Медаль «За вислугу років у Вермахті» 4-го, 3-го, 2-го і 1-го класу (25 років)
- Застібка до Залізного хреста 2-го і 1-го класу
- Штурмовий піхотний знак в сріблі
- Лицарський хрест Залізного хреста (15 серпня 1940)
- Медаль «За зимову кампанію на Сході 1941/42»